# Draba norvegica
Espèce
Classification phylogénétique
Draba norvegica (la drave de Norvège) est une espèce de plante herbacée du genre Draba appartenant à la famille des Brassicaceae que l'on rencontre en Norvège, en Suède, en Finlande et en Russie.

## Description
Cette plante vivace se présente avec des tiges dressées mesurant jusqu'à 20 cm de hauteur à partir de rosettes aux feuilles basales lancéolées et duveteuses. Ses fleurs mellifères sont blanches de 3 à 5 mm de diamètre et sont disposées en inflorescences denses. Les pétales font presque le double des sépales. Elle fleurit en été sur les pentes rocheuses.

## Taxonomie
Synonymes
- Draba clivicola Fern.
- Draba rupestris W.T.Aiton
- Draba norvegica var. clivicola (Fern.) B.Boivin
- Draba norvegica var. norvegica Gunnerus
- Draba norvegica var. hebecarpa (Lindbl.) O.E.Schulz
- Draba rupestris var. leiocarpa O.E.Schulz